# Cleopatra Koheirwe
Cleopatra Koheirwe là nữ diễn viên, nhà văn, ca sĩ và nhân vật truyền thông người Uganda hiện đang làm việc tại Radiocity 97Fm và lần đầu tiên xuất hiện trên màn ảnh như Joy trong The Last King of Scotland năm 2006. Cô đã thu hút được nhiều vai trò trong các dự án phim và truyền hình khác nhau trong nước và quốc tế. vai trò trên Sense8 của Netflix as Mother trong mùa 2.
Cleopatra đóng vai Ebony trong loạt chương trình mới của Nana Kagga làm đạo diễn và sản xuất, Reflections cùng với những người nổi tiếng ở Uganda như Malaika Nnyanzi, Housen Mushema, Andrew Kyamagero, Prynce Joel Okuyo và Gladys Oyenbot.

## Sự nghiệp

### Nghệ sĩ âm nhạc (từ năm 2001)
Năm 2001, cô tham gia một nhóm âm nhạc, khiêu vũ và kịch nổi tiếng được gọi là Obsessions (nay là Obsessions Africa) cho đến tháng 3 năm 2007 khi cô từ chức khỏi nhóm để tiếp tục con đường riêng của mình.
Năm 2010, cô bắt đầu làm việc cho sự nghiệp ca hát solo của mình sau khi bạn bè và người hâm mộ đã khuyến khích cô biểu diễn một lần nữa. Đĩa đơn đầu tiên của cô có tựa đề Ngamba, một từ Luganda có nghĩa là, "Nói với tôi" là một bài hát pop, về các mối quan hệ lừa đảo. Bài hát đã được đón nhận và phát sóng trên một vài đài phát thanh ở Uganda.
Vào cuối năm 2011, Cleopatra đã ký hợp đồng với hãng Cypher Studios dưới sự quản lý của Jimmy 'The Beatmekah' Okungu. Cô phát hành video ca nhạc solo đầu tiên cho bài hát mang tên "Party on my Mind" vào tháng 4 năm 2012 và hợp tác với nghệ sĩ dance Levall Levyill của Kenyill trong đĩa đơn thứ ba "Lay You Down" vào năm 2013. Cả hai video và âm thanh của hai đĩa đơn đều tạo ấn tượng trên đài truyền hình và đài phát thanh ở Đông Phi, chủ yếu là Kenya và Uganda. Cleopatra viết hầu hết các bài hát của cô lấy cảm hứng từ những thứ xung quanh cô, những trải nghiệm của cô và của những người khác.